# Lampertsfeld
Lampertsfeld ist der nach Einwohnerzahl kleinste Ortsteil der Gemeinde Schenklengsfeld im osthessischen Landkreis Hersfeld-Rotenburg.

## Geographie

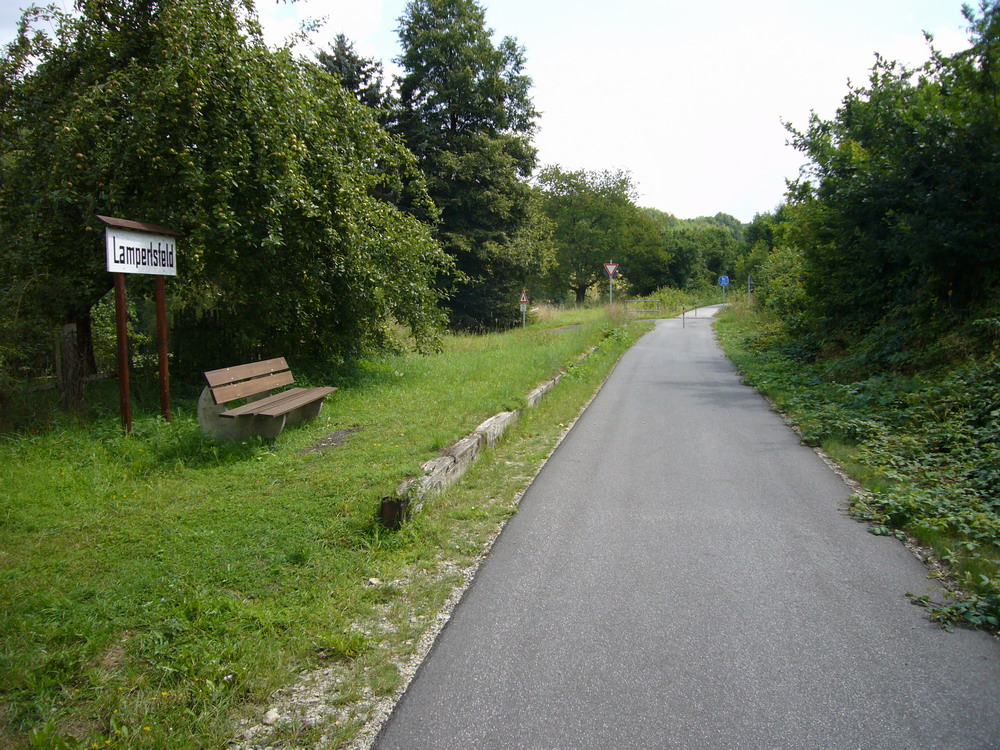
Haltepunkt an der ehemaligen Bahntrasse

Der Ort liegt nördlich des Hauptortes Schenklengsfeld an der Solz und besteht aus einer Gehöftgruppe. Westlich des Ortes führt die Landesstraße 3171 vorbei. Auf der ehemaligen Bahntrasse verläuft der Solztalradweg. Der öffentliche Personennahverkehr erfolgt durch die ÜWAG Bus GmbH mit der Linie 340.
Für die unter Denkmalschutz stehenden Kulturdenkmale des Ortes siehe die Liste der Kulturdenkmäler in Lampertsfeld.

## Geschichte

### Ortsgeschichte
Die älteste bekannte schriftliche Erwähnung von Lampertsfeld erfolgte unter dem Namen Lemphersfelt im Jahr 1313.
Zum 1. April 1962 wurde Lampertsfeld in die Gemeinde Schenklengsfeld eingegliedert.
Bei der Eingemeindung 1962 hatte das kleine Dorf nur 12 Einwohner. Es gehört heute zum Ortsbezirk Schenklengsfeld.

### Verwaltungsgeschichte im Überblick
Die folgende Liste zeigt die Staaten und Verwaltungseinheiten, denen Lampertsfeld angehört(e):
- vor 1648: Heiliges Römisches Reich, Fürstentum Hersfeld, Amt Landeck
- 1648–1806: Heiliges Römisches Reich, Landgrafschaft Hessen-Kassel, Fürstentum Hersfeld, Amt Landeck
- 1807–1813: Königreich Westphalen, Departement der Werra, Distrikt Hersfeld, Kanton Landeck
- ab 1815: Kurfürstentum Hessen, Fürstentum Hersfeld, Amt Landeck[4]
- ab 1821/22: Kurfürstentum Hessen, Provinz Fulda, Kreis Hersfeld[5][Anm. 2]
- ab 1848: Kurfürstentum Hessen, Bezirk Hersfeld
- ab 1851: Kurfürstentum Hessen, Provinz Fulda, Kreis Hersfeld
- ab 1867: Königreich Preußen, Provinz Hessen-Nassau, Regierungsbezirk Kassel, Kreis Hersfeld
- ab 1871: Deutsches Reich, Königreich Preußen, Provinz Hessen-Nassau, Regierungsbezirk Kassel, Kreis Hersfeld
- ab 1918: Deutsches Reich, Freistaat Preußen, Provinz Hessen-Nassau, Regierungsbezirk Kassel, Kreis Hersfeld
- ab 1944: Deutsches Reich, Freistaat Preußen, Provinz Kurhessen, Landkreis Hersfeld
- ab 1945: Amerikanische Besatzungszone, Groß-Hessen, Regierungsbezirk Kassel, Landkreis Hersfeld
- ab 1946: Amerikanische Besatzungszone, Land Hessen, Regierungsbezirk Kassel, Landkreis Hersfeld
- ab 1949: Bundesrepublik Deutschland, Land Hessen, Regierungsbezirk Kassel, Landkreis Hersfeld
- ab 1962: Bundesrepublik Deutschland, Hessen, Regierungsbezirk Kassel, Landkreis Hersfeld, Gemeinde Schenklengsfeld[Anm. 3]
- ab 1972: Bundesrepublik Deutschland, Land Hessen, Regierungsbezirk Kassel, Landkreis Hersfeld-Rotenburg, Gemeinde Schenklengsfeld

### Bevölkerung
Einwohnerentwicklung
| Lampertsfeld: Einwohnerzahlen von 1834 bis 1961 | Lampertsfeld: Einwohnerzahlen von 1834 bis 1961 | Lampertsfeld: Einwohnerzahlen von 1834 bis 1961 | Lampertsfeld: Einwohnerzahlen von 1834 bis 1961 | Lampertsfeld: Einwohnerzahlen von 1834 bis 1961 |
| --- | ----------------------------------------------- | ----------------------------------------------- | ----------------------------------------------- | ----------------------------------------------- |
| Jahr |                                                 |                                                 |                                                 | Einwohner                                       |
| 1834 | 1834                                            |                                                 | 21                                              | 21                                              |
| 1840 | 1840                                            |                                                 | 20                                              | 20                                              |
| 1846 | 1846                                            |                                                 | 26                                              | 26                                              |
| 1852 | 1852                                            |                                                 | 27                                              | 27                                              |
| 1858 | 1858                                            |                                                 | 23                                              | 23                                              |
| 1864 | 1864                                            |                                                 | 25                                              | 25                                              |
| 1871 | 1871                                            |                                                 | 22                                              | 22                                              |
| 1875 | 1875                                            |                                                 | 18                                              | 18                                              |
| 1885 | 1885                                            |                                                 | 19                                              | 19                                              |
| 1895 | 1895                                            |                                                 | 27                                              | 27                                              |
| 1905 | 1905                                            |                                                 | 27                                              | 27                                              |
| 1910 | 1910                                            |                                                 | 23                                              | 23                                              |
| 1925 | 1925                                            |                                                 | 21                                              | 21                                              |
| 1939 | 1939                                            |                                                 | 19                                              | 19                                              |
| 1946 | 1946                                            |                                                 | 21                                              | 21                                              |
| 1950 | 1950                                            |                                                 | 31                                              | 31                                              |
| 1956 | 1956                                            |                                                 | 22                                              | 22                                              |
| 1961 | 1961                                            |                                                 | 12                                              | 12                                              |
| Datenquelle: Historisches Gemeindeverzeichnis für Hessen: Die Bevölkerung der Gemeinden 1834 bis 1967. Wiesbaden: Hessisches Statistisches Landesamt, 1968. |                                                 |                                                 |                                                 |                                                 |

Historische Religionszugehörigkeit
- 1885: 19 evangelische (= 100,00 %) Einwohner[1]
- 1961: 12 evangelische (= 100,00 %) Einwohner[1]